# Robert Blair (teologo)
Robert Blair (Irvine, 1593 – Meikle Couston, 1666) è stato un teologo scozzese.

## Biografia
Nato nella contea scozzese dell'Ayrshire, suo padre, John Blair, era un mercante dai trascorsi piuttosto avventurosi, e originario dell'antica famiglia dei Blair di Windyedge; mentre sua madre, Beatrix Muir, apparteneva all'antica casata dei Rowallan. Dopo aver iniziato gli studi nella scuola locale di Irvine, proseguì iscrivendosi all'Università di Glasgow, dove ottenne il Master of Arts. Nel 1616 ottenne la licenza di predicatore per la Chiesa di Scozia di stampo presbiteriano e nel 1617 venne nominato reggente o professore nella stessa università di Glasgow che abbandonò, dando le dimissioni dal suo ruolo, nel 1622.
 
Trasferitosi in Irlanda, il 10 luglio 1623 venne nominato da Robert Echlin, Vescovo di Down, ma venne deposto nel 1632 a causa della sua adesione al nonconformismo. Probabilmente il vescovo Echlin aveva optato per una politica di tolleranza nei confronti dei sacerdoti presbiteriani che professavano il nonconformismo, tuttavia questa scelta non fu sufficiente a tenere al riparo Blair dalle indagini della Chiesa di Scozia. Occorre aggiungere che lo stesso Blair venne più volte avvertito dal vescovo di Dromore Theophilus Buckworth, e venne infatti interrogato e posto sotto giudizio dal vescovo anglicano James Ussher. Solo grazie all'intervento del re Carlo I venne perdonato e reintegrato nei suoi uffici sacri, nel maggio 1634; tuttavia, solo un anno dopo, il l'Arcivescovo di Armagh, John Bramhall, rinnovò la prima condanna e ratificò sia l'espulsione che la scomunica di Blair. 
Nel 1635 cercò di raggiungere il New England su una nave, insieme ad altri perseguitati religiosi, ma gli fu impedito dal maltempo. Ritornato in Scozia, per diverso tempo altalenò la sua presenza tra quella terra e l'Inghilterra. Ma anche in quest'ultima nazione vennero ratificati gli ordini per il suo arresto nel 1637, e Blair fu di nuovo costretto a fuggire in Scozia, dove per un certo tempo fu predicatore presso Ayr. Venne invitato a recarsi in Francia al seguito del reggimento del tenente-colonnello Sir Patrick Hepburn di Waughton, noto proprietario terriero nonché sostenitore dei Covenanters scozzesi; tuttavia, giunto a Leith per imbarcarsi, gli venne impedito dagli stessi soldati del reggimento che non tolleravano la sua posizione di nonconformista. Costretto a restare in Scozia, inviò una petizione al Privy Council affinché gli venisse concesso di predicare liberamente il Vangelo, ed ottenne così come rettore della parrocchia di Burntisland, nella contea del Fife, nell'aprile del 1638. In quello stesso anno ricevette una nuova nomina per la città di Saint Andrews, dove venne ammesso l'8 ottobre 1639. Nel 1640 accompagnò come cappellano militare l'avanzata dell'esercito scozzese in Inghilterra durante le Guerre dei Vescovi e svolse la funzione di assistente durante i trattati di pace con Carlo I il 26 ottobre 1640. A seguito della Rivolta irlandese del 1641, Blair raggiunse nuovamente l'Irlanda, insieme ad altri ecclesiastici della Chiesa scozzese, su richiesta dell'Assemblea Generale della Chiesa Irlandese (presbiteriana), che intendeva così colmare i vuoti lasciati in diverse sedi ecclesiastiche, tuttavia dopo un discreto periodo di tempo, fece ritorno alla sua parrocchia scozzese di Saint Andrews. Divenuto poi moderatore della General Assembly scozzese, premette per un'unificazione delle Chiese presso Oliver Cromwell (1648).
Alla Restaurazione fu imprigionato e morì a Meikle Couston, vicino ad Aberdour.